# Wilhelm Eisenlohr
Wilhelm Eisenlohr (ur. 1 stycznia 1799 w Pforzheim, zm. 10 lipca 1872 w Karlsruhe) – niemiecki fizyk.

## Życiorys
Od 1817 Eisenlohr studiował fizykę i matematykę na Uniwersytecie w Heidelbergu. W 1819 był profesorem matematyki i fizyki w liceum w Mannheim. Od 1840 był profesorem fizyki na Politechnice w Karlsruhe.
Eisenlohr założył pierwszą szkołę handlową w Baden w Mannheim. W 1847 założył szkołę zegarmistrzów w Schwarzwaldzie. W 1865 przeszedł na emeryturę.
Był stryjecznym bratem Friedricha Eisenlohra.
Wydał: Lehrbuch der Physik. Stuttgart (1876)